# 刺新波魚
刺新波魚（学名：Mesobola spinifer）为輻鰭魚綱鯉形目鲤科的其中一種，分布於非洲Rukwa湖及Ruaha河流域，體長可達5公分，棲息在中底層水域，可作為觀賞魚。

## 外部連結
- 刺新波魚的圖片

## 扩展阅读
維基物種上的相關：刺新波魚